# Wyższe Seminarium Duchowne Towarzystwa Salezjańskiego w Krakowie
Wyższe Seminarium Duchowne Towarzystwa Salezjańskiego – znajdujące się w Krakowie przy ul. Tynieckiej 39, seminarium duchowne Towarzystwa Świętego Franciszka Salezego kościoła rzymskokatolickiego.
Łącznie formacja trwa 9 lat dla kandydatów na księży, a 6 lat dla braci zakonnych.

## Historia
W 1975 na Łosiówkę przybył po studiach w Rzymie ks. dr Adam Śmigielski, obejmując funkcję dyrektora i rektora seminarium. Za jego kadencji zostało przeprowadzonych szereg prac inwestycyjnych, m.in. gruntowna odnowa kaplicy seminaryjnej, remont konwentualnego kościoła Najświętszej Maryi Panny Wspomożenia Wiernych, budowa budynku gospodarczego, wstępny projekt nowego gmachu seminaryjnego, porządkowanie terenu wokół seminarium.
Z roku na rok wzrastała liczba studentów, tak że w ostatnim roku kadencji rektorskiej ks. Śmigielskiego łącznie było 49 kleryków, wliczając w to 3 z zakonu oo. Kamilianów oraz 10 juniorzystów, tzn. profesów czasowych po nowicjacie, którzy mieszkając w seminarium, kontynuowali naukę w zakresie szkoły średniej w liceach państwowych.
Jeszcze więcej kleryków było na Łosiówce za kadencji następcy ks. Śmigielskiego na stanowisku rektora, ks. dr. Mirosława Kokota, który objął tę funkcję w roku akademickim 1980/81. Wszystkich kleryków było wówczas 74, natomiast grono wykładowców liczyło 25 osób. Po podziale proporcje przedstawiały się następująco: 33 kleryków z inspektorii wrocławskiej i 41 z krakowskiej. Po sześciu latach, w roku akademickim 1985/86, grono profesorskie wzrosło do 34 osób, a kleryckie do 122 (49 z inspektorii wrocławskiej, a 73 z krakowskiej).
Jesienią 1983, pod kierunkiem ówczesnego administratora Seminarium ks. Józefa Talika, rozpoczęła się budowa nowego gmachu seminaryjnego. Na Łosiówce było wówczas 122 kleryków i 23 juniorzystów. Dla tych ostatnich została utworzona w 1982 nowa wspólnota pw. św. Dominika Savio, licząca 32 współbraci.
W 1989 została utworzona wspólnota filozoficzna pw. św. Jana Bosko, oddzielona od wspólnoty teologicznej pw. Niepokalanego Poczęcia NMP.
Od 1991 seminarium zaczęło przybierać charakter międzynarodowy, gdyż zaczęły w nim studiować klerycy salezjańscy z zagranicy. Najpierw przyjechało ich dwóch z Odessy (Ukraina), a potem przybywało ich coraz więcej z Białorusi, z Rosji, Gruzji i Litwy.
Ważna do odnotowania w historii seminarium jest współpraca z Katolickim Uniwersytetem Lubelskim oraz Papieską Akademią Teologiczną w Krakowie, do której zostało ono afiliowane w 1991. Stworzyło to możliwość obrony prac magisterskich przez diakonów, a profesorom dało sposobność do pracy naukowej i zdobywania stopni naukowych.

## Organizacja
Strukturę Seminarium tworzą bracia należący do czterech (obecnie trzech) wspólnot:
- św. Jana Bosko (tzw. postnowicjat) – wspólnotę tę tworzą bracia I i II roku seminarium. Postnowicjat to wprowadzenie w dalsze studia, do specyfiki formacji należy praktyka pedagogiczno-duszpasterska trwająca dwa lata tzw. asystencja. Odbywa się ona w różnych parafiach czy szkołach salezjańskich. (wspólnota nie istnieje, studia filozoficzne przeniesione do Lądu n. Wartą). Po studiach filozoficznych alumni kierowani są na dwuletnią praktykę duszpasterko-pedagogiczną, czyli asystencję.
- Niepokalanego Poczęcia NMP – po asystencji bracia przechodzą do wspólnoty Niepokalanego Poczęcia NMP, tam przygotowują się do przyjęcia posług lektoratu i akolitatu oraz święceń diakonatu i prezbiteratu.
- bł. Józefa Kowalskiego - gdzie należą profesorowie seminarium
- św. Dominika Savio - jest to centrum misyjne oraz młodzieżowe.

## Rektorzy (lista niepełna)
- ks. dr Adam Śmigielski (1975–1981)
- ks. dr Mirosław Kokot (1980–1983)
- ks. Józef Talik (administrator)
- ks. dr Stanisław Semik (1998–2008)
- ks. dr Wojciech Krawczyk (2008-2013)
- ks. dr Dariusz Kozłowski
- ks. mgr lic. Adam Paszek